# Peromyscus sejugis
Peromyscus sejugis es una especie de roedor de la familia Cricetidae.

## Distribución geográfica
Se encuentra sólo en México. 